# Симфонічний оркестр Псковської обласної філармонії
Симфонічний оркестр Псковської обласної філармонії — єдиний професійний симфонічний оркестр у місті Пскові і Псковської області.
Оркестр був створений розпорядженням адміністрації Псковської області № 518 від 29 жовтня 1996 року . Головним диригентом оркестру став Аркадій Галковський, також відомий як джазовий музикант. Перший публічний виступ оркестру відбувся 31 травня 1997 року на 31-м Пушкінському святі поезії в будівлі драматичного театру імені Пушкіна.
З січня 2006 року художнім керівником і головним диригентом Симфонічного оркестру Псковської Філармонії є Геннадій Чернов. За роки свого існування оркестр Псковської філармонії дав кілька сотень концертів, постійно беручи участь у всіх фестивалях та культурні події регіону. Під керівництвом Геннадія Чернова оркестр успішно гастролював в Санкт-Петербурзі, Новгороді і Ризі.